# Киселло, Юрий Эдуардович
Юрий Эдуардович Киселло (16 декабря 1923, Староконстантинов, Хмельницкая область, УССР — 15 мая 1973, Горький, РСФСР) — советский военный деятель генерал-майор войск связи (1968), начальник Центрального узла связи НИИП-5 (1959—1961), начальник ГВВКУС (1971—1973).

## Биография
Родился 16 декабря 1923 года в городе Староконстантинов, Хмельницкой области в семье военнослужащего.
С 1942 по 1943 год обучался в спецшколе Рязанского артиллерийского училища, по окончании которого командовал взводом этого училища. С 1943 по 1944 год — взводный командир Высшей офицерской артиллерийской школы. С 1944 года участник Великой Отечественной войны в составе
Армии Людовой, командир батареи 236-го армейского запасного артполка, воевал на 1-го Белорусского фронта. Был ранен
С 1946 года после окончания Ленинградской высшей офицерской артиллерийской школы был назначен командиром батареи 2-го пушечного артиллерийского полка особой мощности РГК. С 1948 по 1949 год — командир батареи Института стрельбы наземной артиллерии Академии артиллерийских наук.
С 1949 по 1954 год обучался в Военной академии связи имени С. М. Будённого. С 1954 по 1959 год — начальник связи 10-й артиллерийской дивизии прорыва РГК. С 1959 по 1961 год — начальник Центрального узла связи и службы единого времени «Агат» НИИП-5, Ю. Э. Киселло принимал участие в запуске первого в мире космического корабля-спутника «Восток» с человеком на борту (Ю. А. Гагариным). 17 июня 1961 года Указом Президиума Верховного Совета СССР «За успешное выполнение специального задания Правительства по созданию образцов ракетной техники, космического корабля-спутника „Восток“ и осуществление первого в мире полета этого корабля с человеком на борту» Ю. Э. Киселло был награждён Орденом Красной Звезды.
С 1961 по 1962 год — начальник связи 3-го отдельного гвардейского ракетного корпуса. С 1962 по 1971 год —
начальник войск связи 50-й ракетной армии. В 1968 году Постановлением СМ СССР Ю. Э. Киселло было присвоено воинское звание генерал-майор войск связи. С 1971 по 1973 год — начальник Горьковского высшего военного командного училища связи.
Скончался 15 мая 1973 года в Нижнем Новгороде, похоронен на Бугровском кладбище (2 квартал).

## Награды
Основной источник:
- Красного Знамени (31.10.1967)
- два ордена Красной Звезды (29.08.1944, 17.06.1961)
- Орден Отечественной войны II степени (30.08.1945)
- Медаль «За отвагу» (31.10.1972)[5]
- «За боевые заслуги» (03.11.1953)
- Медаль «За победу над Германией в Великой Отечественной войне 1941—1945 гг.» (09.05.1945)